# ワッショイ太郎
ワッショイ 太郎（ワッショイ たろう）は日本の男性声優。主にアダルトゲームに出演している。

## 出演
※太字は主役・メインキャラクター。

### アダルトアニメ
2002年
- 隷従学園
- 不純異性交遊 大切な君を…（純）

2003年
- 大悪司（島本純）

2004年
- SEXFRIEND 〜セックスフレンド〜（高辺智弘）
- 真版女神探偵 VINUS FILE（浮浪者 / 依頼人）

2005年
- 夜勤病棟・弐（九羽原惣一郎）
- 黒愛 〜一夜妻館・淫口乱乳録〜（先生）

2006年
- くノ一幕末奇譚（沖田聡司）

2011年
- 彼女が見舞いに来ない理由（中村誠二）※理由2「終わらない饗乱」

2012年
- アンスイート 寝取られ堕ちた女たち 女教師 黒瀬勝子編（和也）

### アダルトゲーム
2003年
- VAGRANTS（フランツ）

2004年
- 夜勤病棟・弐（九羽原総一郎）

2005年
- IZUMO零 / IZUMO零・拡張パック（沢木宗一郎）- 2作品

2006年
- 紅蓮に染まる銀のロザリオ（五代鬼六）

2007年
- EVE -new generation X-（天城小次郎）

2008年
- EVE雀（天城小次郎）

2013年
- Si-Nis-Kanto（千冬、アダムス）
- 女王蜂の王房 めのう編（皇樹）
- 女王蜂の王房 輝夜編（皇樹））

2014年
- 鳥籠のマリアージュ（真行寺悠人）

2017年
- きんとうか（司）

2018年
- 贄の町（ココ）

2019年
- PLUS MATE（桐ケ谷亮介）

### 一般向ゲーム
- IZUMO零〜横濱あやかし絵巻〜（2007年、沢木宗一郎）[10]

### CD

#### ドラマCD
- 夜勤病棟・弐〜眩惑の堕天使〜 第一章 風間愛（2004年、九羽原総一郎）
- こえでおしごと!（2009年、日置長俊）
- 其は輝ける蜂の王城（2014年、親切な雄蜂）

#### BLCD
2017年
- きんとうか 店舗特典 ミニドラマCD 「倶利洲学園」司 編 ※ステラワース（司）

2018年
- 贄の町 シリーズ（ココ）
  - 豪華版同梱特典 録りおろしドラマCD
  - 店舗特典 録りおろしドラマCD「ココの場合」※ステラワース
  - 贄の町 Return vol.2

#### シチュエーションドラマCD
2013年
- Sweets Blossom 京市編（氷上京市）
- 女王蜂の甘美なる交合  第六章 皇樹編（皇樹）

2014年
- 鳥籠のマリアージュ（真行寺悠人）シリーズ
  - 店舗特典「ケーキより甘く」※アニメイト
  - 店舗特典「雨の日も幸せ〜悠人編」※ステラワース
- オトナレンアイ  第2弾 上司との恋愛（上司の彼）

2015年
- Brother Lover vo.1  兄・ルイス（ルイス）
- 女王蜂の蜜なる寵愛 Vol.3 第三夜 貴峰丸と皇樹（皇樹）
- Sweets Blossom 京市編 After story（氷上京市）
- 狂愛カタルシス 第三巻 氷月（霧生雪乃助）
- 本能の果実 Ver.2.0 上司と部下のイケない関係編（河嶋隆則）
- 恋しかるべき〜深山柊司編〜（深山柊司）
- 恋する編集者シリーズ 第4弾 撫でし子（三谷優）

2016年
- コイビト未満・・・? 〜佐伯悠真〜（佐伯悠真）
- ホーミング -遠隔操作-（三上嗣磋）
- ホーミング アフターCD<辛口>（三上嗣磋）
- ホーミング アフターCD<甘口>（三上嗣磋）
- 恋病〜ブックカフェにて〜（奥寺泉）
- S.O.S-secret ocean story - Episode01 フランツ（フランツ）
- 密室情愛 上司と密室（甲斐享司）
- SEXual Philia vol.3〜晴〜 (晴)
- 禁断情事 芸能人とファン (屋良)
- Calling Bloom 02 SYU (シュウ)

2017年
- コイビト素人 (芦澤詠司)
- CHOICE！―チョイス！― vol.2 姉のような彼氏（大路颯）
- 迷いアリスと不思議の国 -Mad Tea-party- 眠りネズミ編（テオ）

2018年
- 彼には奇妙な性癖がある Case3 色気が溢れる旦那さん（野関杏）
- 24時間彼に甘やかされるCD Vol.4 オトナ彼氏編（九条尚弥）

2019年
- 彼癖2 杏の支配的な性癖（野関杏）

2021年
- お見合い結婚 仕事一筋アラサー男子（浅桜七星）

#### 音楽CD
- 鳥籠のマリアージュ　オリジナルサウンドトラック／OP曲「籠の鳥」（2014年）